# Droue-sur-Drouette
Droue-sur-Drouette és un municipi francès, situat al departament de l'Eure i Loir i a la regió de Centre – Vall del Loira. L'any 2007 tenia 1.233 habitants.

## Demografia

### Població
El 2007 la població de fet de Droue-sur-Drouette era de 1.233 persones. Hi havia 443 famílies, de les quals 71 eren unipersonals (20 homes vivint sols i 51 dones vivint soles), 154 parelles sense fills, 194 parelles amb fills i 24 famílies monoparentals amb fills.
La població ha evolucionat segons el següent gràfic:
Habitants censats

### Habitatges
El 2007 hi havia 486 habitatges, 445 eren l'habitatge principal de la família, 23 eren segones residències i 18 estaven desocupats. 440 eren cases i 42 eren apartaments. Dels 445 habitatges principals, 399 estaven ocupats pels seus propietaris, 36 estaven llogats i ocupats pels llogaters i 11 estaven cedits a títol gratuït; 6 tenien una cambra, 19 en tenien dues, 43 en tenien tres, 81 en tenien quatre i 297 en tenien cinc o més. 399 habitatges disposaven pel capbaix d'una plaça de pàrquing. A 170 habitatges hi havia un automòbil i a 255 n'hi havia dos o més.

### Piràmide de població
La piràmide de població per edats i sexe el 2009 era:
| Homes | Edats   | Dones |
| ----- | ------- | ----- |
| 0     | 95 o +  | 0     |
| 0     | 90 a 94 | 0     |
| 0     | 85 a 89 | 0     |
| 12    | 80 a 84 | 4     |
| 16    | 75 a 79 | 32    |
| 8     | 70 a 74 | 12    |
| 20    | 65 a 69 | 12    |
| 40    | 60 a 64 | 32    |
| 52    | 55 a 59 | 48    |
| 56    | 50 a 54 | 60    |
| 40    | 45 a 49 | 40    |
| 28    | 40 a 44 | 40    |
| 32    | 35 a 39 | 48    |
| 36    | 30 a 34 | 36    |
| 60    | 25 a 29 | 52    |
| 12    | 20 a 24 | 36    |
| 48    | 15 a 19 | 24    |
| 40    | 10 a 14 | 16    |
| 44    | 5 a 9   | 20    |
| 36    | 0 a 4   | 48    |

## Economia
El 2007 la població en edat de treballar era de 819 persones, 558 eren actives i 261 eren inactives. De les 558 persones actives 523 estaven ocupades (279 homes i 244 dones) i 35 estaven aturades (18 homes i 17 dones). De les 261 persones inactives 115 estaven jubilades, 100 estaven estudiant i 46 estaven classificades com a «altres inactius».

### Ingressos
El 2009 a Droue-sur-Drouette hi havia 456 unitats fiscals que integraven 1.295,5 persones, la mediana anual d'ingressos fiscals per persona era de 25.602 €.

### Activitats econòmiques
Dels 35 establiments que hi havia el 2007, 1 era d'una empresa extractiva, 1 d'una empresa alimentària, 2 d'empreses de fabricació d'altres productes industrials, 10 d'empreses de construcció, 7 d'empreses de comerç i reparació d'automòbils, 1 d'una empresa d'informació i comunicació, 1 d'una empresa financera, 2 d'empreses immobiliàries, 7 d'empreses de serveis, 2 d'entitats de l'administració pública i 1 d'una empresa classificada com a «altres activitats de serveis».
Dels 10 establiments de servei als particulars que hi havia el 2009, 1 era un taller de reparació d'automòbils i de material agrícola, 2 paletes, 1 fusteria, 2 lampisteries, 2 electricistes, 1 agència immobiliària i 1 saló de bellesa.
L'únic establiment comercial que hi havia el 2009 era una fleca.

## Equipaments sanitaris i escolars
El 2009 hi havia 1 escola maternal i 1 escola elemental.

## Poblacions més properes
El següent diagrama mostra les poblacions més properes.